# 14057 Manfredstoll
14057 Manfredstoll eller 1996 AV1 är en asteroid i huvudbältet som upptäcktes den 15 januari 1996 av de båda österrikiska amatörastronomerna Erich Meyer och Erwin Obermair vid Meyer/Obermair-observatoriet. Den är uppkallad efter Manfred Stoll.
Den tillhör asteroidgruppen Massalia.